# Ceará Music
Ceará Music foi um festival de maioria pop-rock, realizado anualmente em Fortaleza, capital do Ceará. Era realizado tradicionalmente no mês de outubro de cada ano, sendo ocasionalmente remanejado para o mês de novembro.
Desde seu início, em 2001, o festival era sediado no Marina Park Hotel, no bairro Moura Brasil. A partir de 2004 (e até sua edição final), o festival foi realizado em conjunto com a casa de shows Mucuripe Club. 
Além do palco principal, Brasilis, onde as mais importantes bandas do cenário nacional faziam suas apresentações, o evento contava com outros ambientes, como o palco Nativo, Espaço Zen, BR Mania, etc.
O maior público de um show do evento, foi no seu 1° ano, no show da dupla Sandy & Junior, estimado em 40.000 pessoas.
O Ceará Music chegou a sua 10ª edição, e contou com a presença da banda Black Eyed Peas.[carece de fontes?] O festival também teve grandes nomes da música brasileira como Paralamas do sucesso, Capital Inicial, Biquini Cavadão, Skank, Los Hermanos, Pitty, Natiruts, Cine, Shaman, Angra e Valkyrias entre outras.
Essa 10ª edição do festival também teve a participação de vários Djs no FW ELETRONIC que foi realizado nos dois dias de festival. O FW Eletronic teve participação de DJs como Astrix, Chris Willis, VJ Tchelo, Yves La Rock, Adam K,
Júlio Torres e Júnior Lima entre outros.

## Histórico

### 2001
A primeira edição do festival Ceará Music ocorreu nos dias 11 a 14 de outubro de 2001, no hotel Marina Park. Foi considerado o primeiro grande festival musical da cidade de Fortaleza, trazendo a premissa de reunir 18 atrações nacionais e 18 atrações regionais.
Segundo o Diário do Nordeste, o festival reuniu aproximadamente 120 mil pessoas, em 37 shows.
| Line-up                                                    | |                                                               |                |
| Dia 11                                                     | Dia 12                                                                                              | Dia 13                                                        | Dia 14         |
| Ana Carolina Cidade Negra Kid Abelha O Rappa O Surto Skank | Cássia Eller Engenheiros do Hawaii Frejat Gabriel o Pensador Nação Zumbi Nenhum de Nós Tribo de Jah | Biquíni Cavadão Catedral Fernanda Abreu Pato Fu Tihuana Titãs | Sandy & Junior |

### 2002
A segunda edição do festival ocorreu nos dias 10, 11 e 12 de outubro de 2002. Diferente da edição anterior, a edição de 2002 possuiu três dias.
| Line-up                                                                        |                                                                       |                                                             |
| Dia 10                                                                         | Dia 11                                                                | Dia 12                                                      |
| Angra Capital Inicial Jorge Vercilo LS Jack Natiruts Nila Branco O Rappa Skank | Raimundos Charlie Brown Jr. Engenheiros do Hawai Titãs Pato Fu CPM 22 | Biquíni Cavadão Cidade Negra Jota Quest Marina Lima Tihuana |

### 2003
A terceira edição do festival ocorreu nos dias 9, 10, 11 e 12 de outubro de 2003. Diferente da edição anterior, a edição de 2003 possuiu quatro dias, retornando ao formato da primeira edição de 2001.
| Line-up                                                                 |                                                                             |                                                         |                                             |
| Dia 11                                                                  | Dia 12                                                                      | Dia 13                                                  | Dia 14                                      |
| Detonautas Engenheiros do Hawaii O Rappa Os Paralamas do Sucesso Shaman | Biquíni Cavadão Capital Inicial Charlie Brown Jr. Los Hermanos Tribo de Jah | Gabriel o Pensador Jota Quest Kid Abelha Natiruts Titãs | Cidade Negra Ira! LS Jack Lulu Santos Skank |

### 2004
A quarta edição do festival ocorreu nos dias 25, 26, 27 e 28 de novembro de 2004, diferentemente das edições anteriores, que sempre aconteciam no mês de outubro.
Segundo o Diário do Nordeste, aproximadamente 300 mil pessoas compareceram ao festival.
| Line-up                                                                              | |                                                                                 | |
| Dia 25                                                                               | Dia 26 | Dia 27                                                                          | Dia 28 |
| Charlie Brown Jr. Ira! Lulu Santos Nação Zumbi Shaman Skank Tianastácia Tribo de Jah | Barão Vermelho CPM 22 Catedral Dibob Jota Quest Ney Matogrosso & Pedro Luís e a Parede Otto Pato Fu Tihuana | Angra Biquíni Cavadão Detonautas Engenheiros do Hawaii Pitty Titãs Zélia Duncan | Biquíni Cavadão Capital Inicial Cidade Negra Fernanda Abreu Los Hermanos Nando Reis Os Paralamas do Sucesso Planta & Raiz |

### 2005
A quinta edição do festival ocorreu nos dias 14, 15 e 16 de outubro de 2005. Diferente da edição anterior, a edição de 2005 possuiu apenas três dias e retornou para o mês habitual, outubro.
| Line-up                                                                        |                                                                                  |                                                               |
| Dia 14                                                                         | Dia 15                                                                           | Dia 16                                                        |
| Biquíni Cavadão CPM 22 Cidade Negra Los Hermanos Os Paralamas do Sucesso Pitty | Charlie Brown Jr. Detonautas Gabriel o Pensador Kid Abelha Marcelo D2 Nando Reis | Blitz Capital Inicial Jota Quest O Rappa Tihuana Tribo de Jah |

### 2006
A sexta edição do festival ocorreu nos dias 13, 14 e 15 de outubro de 2006.
| Line-up                                                                                                  |                                                                                     | |
| Dia 13                                                                                                   | Dia 14                                                                              | Dia 15                                                                                                  |
| Armandinho Cachorro Grande Capital Inicial Nando Reis O Rappa Pitty Ponto de Equilíbrio Xutos & Pontapés | Biquíni Cavadão Charlie Brown Jr. Forfun Lulu Santos Natiruts Titãs Vanessa da Mata | Cidade Negra Fresno (banda) Jorge Ben Jor Los Hermanos Marcelo D2 Os Paralamas do Sucesso Planta & Raiz |

### 2007
A sétima edição do festival ocorreu nos dias 11, 12 e 13 de outubro de 2007, contando com apenas os dois últimos dias com o festival propriamente dito.
Na quinta-feira, dia 11, o Ceará Music realizou a festa de música eletrônica FW/Electronic, com participação de Skazi, Martijn Ten Velden, Du Serena, Roger Lyra, Gui Boratto e Murphy. Esta festa, diferentemente do festival, aconteceu na casa de shows Mucuripe Club.
| Line-up                                                                                   | |
| Dia 12                                                                                    | Dia 13                                                                                              |
| CPM 22 Babado Novo Charlie Brown Jr. MV Bill Biquíni Cavadão Capital Inicial Capim Cubano | Os Paralamas do Sucesso Nação Zumbi Nando Reis Cachorro Grande Natiruts Lulu Santos O Rappa NX Zero |

### 2008
A oitava edição do festival ocorreu nos dias 10 e 11 de outubro de 2008, contando dois dias de festival e um dedicado à festa de música eletrônica, como a edição anterior.
Esta edição trouxe as primeiras atrações internacionais para o festival, a banda sueca Millencolin e a banda inglesa The Cult.
| Line-up                                                                   |                                                             |
| Dia 10                                                                    | Dia 11                                                      |
| Biquíni Cavadão Capital Inicial Fresno Millencolin NX Zero Natiruts Pitty | Charlie Brown Jr. O Rappa Rita Lee The Cult Vanessa da Mata |

### 2009
A nona edição do festival ocorreu nos dias 9 e 10 de outubro de 2009, contando dois dias de festival e um (dia 8) dedicado à festa de música eletrônica.
| Line-up                                                                     |                                                                         |
| Dia 9                                                                       | Dia 10                                                                  |
| NX Zero Natiruts Jota Quest O Rappa Charlie Brown Jr. Fresno Bangalafumenga | Cine Roberta Sá Skank Lulu Santos Cláudia Leitte CPM 22 Biquíni Cavadão |

### 2010
A décima edição do festival ocorreu nos dias 15 e 16 de outubro de 2010. Celebrando os dez anos de festival, a maior atração ficou por conta da apresentação da banda The Black Eyed Peas, fazendo a cidade de Fortaleza a primeira a receber a turnê The E.N.D. World Tour 2010 no Brasil.
| Line-up                                              |                                                                                                 |
| Dia 9                                                | Dia 10                                                                                          |
| Biquíni Cavadão Black Eyed Peas Cine Skank Valkyrias | Los Hermanos Capital Inicial Pitty Natiruts Os Paralamas do Sucesso Selvagens à Procura de Lei* |

### 2011
A décima-primeira edição do festival ocorreu em apenas um dia, 5 de novembro de 2011, e apenas na casa de shows Mucuripe Club. Com um formato diferente das anteriores, esta edição distanciou-se da temática pop-rock e priorizou atrações de música eletrônica e hip-hop.
| Line-up                                                                              |
| Atrações principais                                                                  |
| Snoop Dogg Gorillaz Sound System                                                     |
| DJs                                                                                  |
| Yves Larock, Robbie Rivera, Louis Osbourne, Felguk, Leeroy Thornhill, dentre outros. |

### 2012
A décima-segunda e última edição do Ceará Music retomou a dinâmica anterior do festival e a consolidou como a maior das edições. Segundo a organização do evento, 60 mil pessoas compareceram ao Marina Park nos dois dias de festa, que reuniu atrações locais, nacionais e internacionais nos dias 12 e 13 de outubro de 2012.
O festival contou também com a participação de diversas personalidades da mídia, como o ator Caio Castro, o apresentador oficial do festival, e Cid Gomes, então governador do estado do Ceará.
| Line-up                                                                               |                                                                                             |
| Dia 12                                                                                | Dia 13                                                                                      |
| Ali Campbell (do UB 40) Charlie Brown Jr. Mick Hucknall (do Simply Red) Pitbull Titãs | The Used Agridoce (Pitty e Martin Mendonça) Evanescence O Rappa Simple Plan Biquíni Cavadão |